# アイスランド沿岸警備隊
アイスランド沿岸警備隊（アイスランドえんがんけいびたい、アイスランド語:Landhelgisgæsla Íslands、またはLandhelgisgæslan、LHG）はアイスランドの海上において捜索救難、海上での安全や治安の監視、財産保護及び法執行等を行う同国の行政機関のひとつ。
同国には軍隊が存在しないため有事にはアイスランド国家警察と共にアイスランドの国防を行う。

## 歴史
アイスランドの領海防衛は1920年頃から始まり、アイスランド沿岸警備隊は1926年7月1日に正式に設立された。

### タラ戦争
1972年から1976年にかけて発生したタラ戦争と呼ばれる漁業権をめぐる紛争では、沿岸警備隊の巡視船がイギリスと西ドイツのトロール船の網を切断し、イギリス海軍やイギリス農業漁業食糧省（MAFF）のタグボートと衝突した。アイスランド沿岸警備隊の目標は、アイスランドの排他的経済水域の紛争拡大を強制することだった。この紛争の間、アイスランドの巡視船とイギリスの軍艦の間で衝突を伴う交戦が好まれる戦術となった。1975年から1976年の間に、少なくとも15隻のイギリスのフリゲート艦、5隻のアイスランドの巡視船、1隻のイギリスの補給船が衝突により損傷を受けた。最終的に、アイスランドは1976年6月までに排他的漁業水域を200海里（370km）に拡大するという目的を達成した。

## 装備

### 船艇
過去の艦艇については英語版Wikipediaも参考
現在使用されている船艇

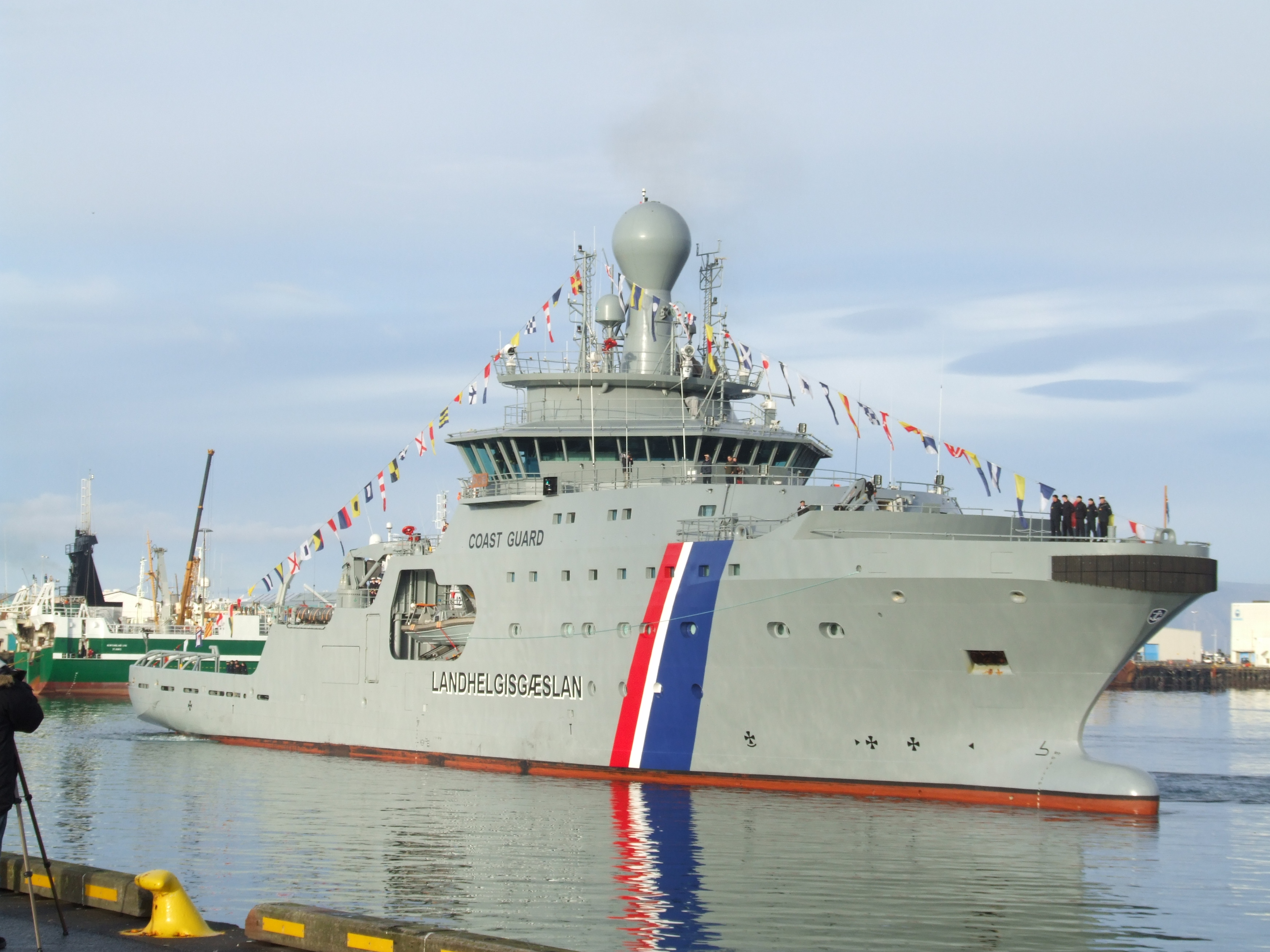
停泊中のトール (ICGV Þór)

- フレイヤ (ICGV Freyja)（英語版）[3]
- トール (ICGV Þór)（英語版）[4]
- バルドール (ICGV Baldur III)（英語版）[5]
- ICGVオージン[6]

### 航空機
過去の装備については英語版アイスランド沿岸警備隊航空機装備リストWikiを参照。

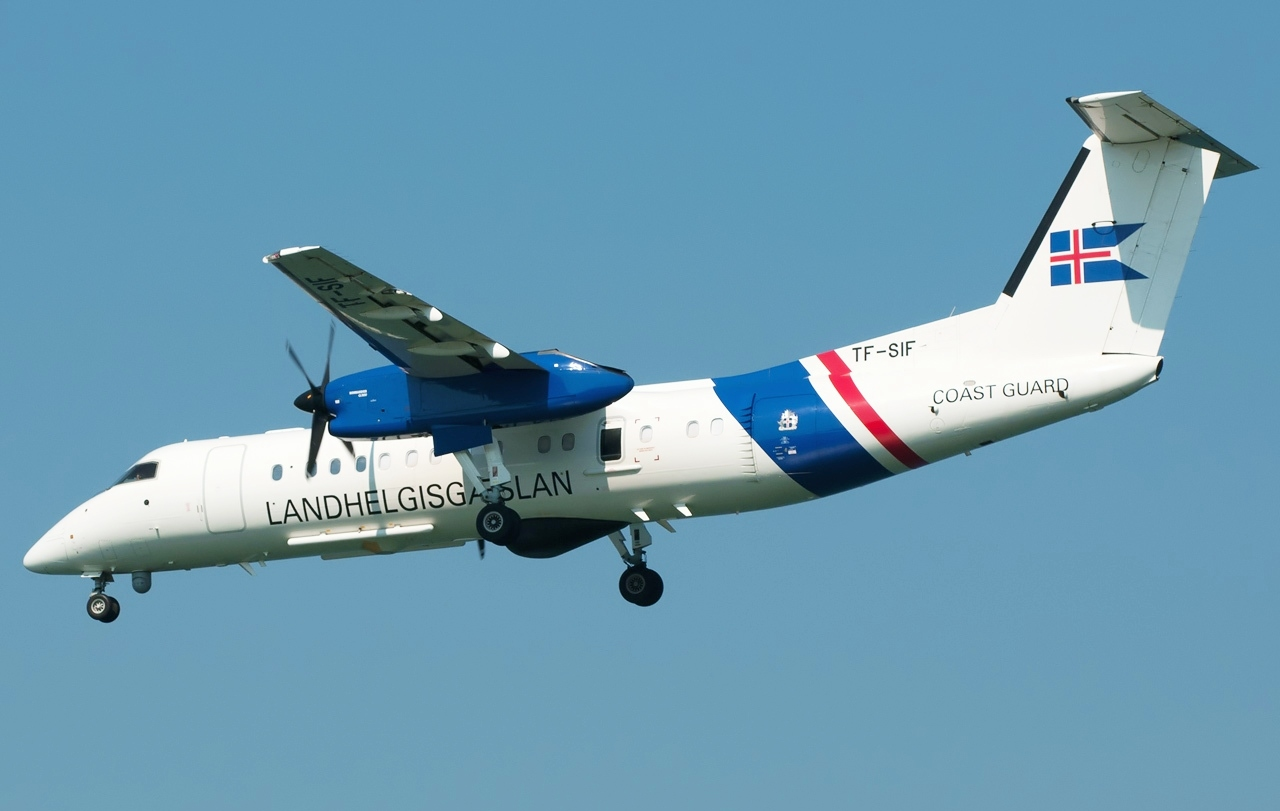
飛行中のDHC8-Q-300。(機体記号TF-SIF)

- デ・ハビランド・カナダ DHC8-Q-300 1機
- エアバスヘリコプター EC 225 3機

### 防空システム
沿岸警備隊は防空システムの運用も担当しており、4か所のレーダーサイト、 ソフトウェア支援施設、指揮管制センターを運用している。